# Famille Polo (Nantes)
 (août 2024).
Pour les articles homonymes, voir Famille Polo et Polo (homonymie).
La famille Polo de Nantes est une famille dont les membres ont joué un rôle important dans l'industrie de cette ville au XIXe siècle et au XXe siècle.
Originaire de Burgos, elle s'installe à Nantes en 1680.

## François Polo (1790-1868)
Il est né le 17 décembre 1790 à Nantes.

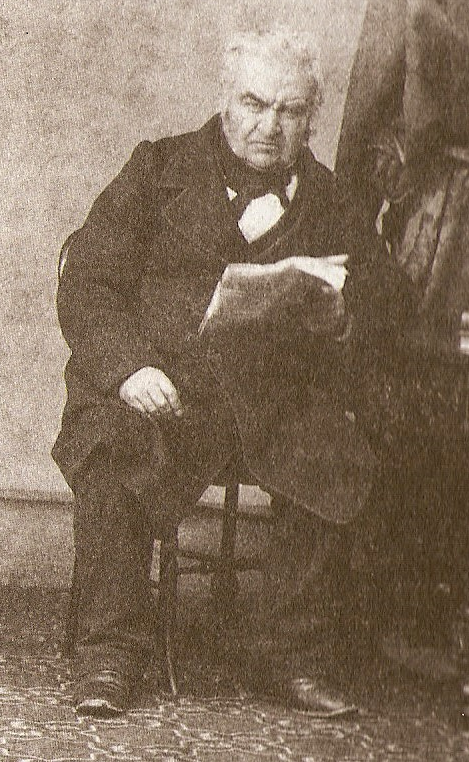

Négociant à Nantes, il est adjoint au maire de Nantes.
Il meurt le 15 mars 1868 à Nantes.

## Paul Polo (1801-1856)
Né le 5 août 1801 à Nantes, frère de François Polo (1790-1868), Paul Polo devient négociant. Il s'installe en Guyane en 1823. Il y connut une réussite qui fit de lui le propriétaire de plusieurs magasins et maisons, en particulier de l’« habitation » de Kourou.
Il épouse une jeune créole de la colonie, Emilia Merkel. Il est le père de François Polo (1838-1874).
Il meurt le 28 avril 1856 à Nantes.

## Jules Polo (1822-1906)
Né le 28 février 1822 à Nantes du négociant François Polo (1790-1868), Jules Polo est propriétaire du manoir de la Gohardière, à Gorges.
Viticulteur et agriculteur, il est maire de la commune de Gorges et conseiller d'arrondissement. Il organise une souscription auprès des habitants de Gorges et Saint-Lumine-de-Clisson et fournit lui-même une partie du terrain pour l'installation d'une gare.
Il donne son nom à la rue Jules-Polo à Nantes.

## Henri Polo (1825-1898)

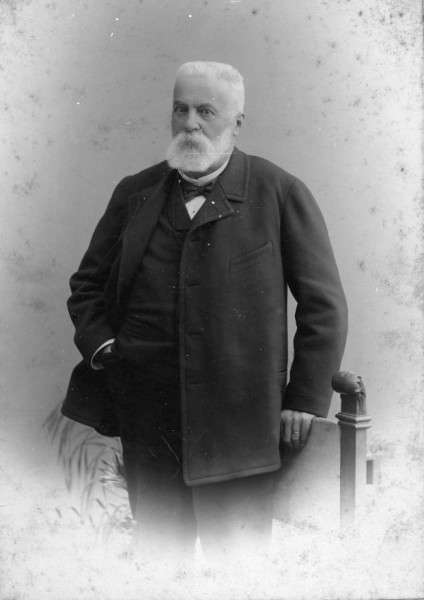
Photographie de Henri Polo (1825-1898).

Né le 20 mai 1825 à Nantes du négociant François Polo (1790-1868), Henri Polo débute dans les affaires de son père, dont il vend ses parts en 1857.
Devenu armateur, il fonde en 1860 avec Eugène Rozier la société d'armement « H. Polo et E. Rozier », au capital de 300 000 francs. Eugène Rozier quitte la société en 1869. Dans un premier temps dirigée vers La Réunion, il se tourne par la suite vers les Antilles françaises.
Il est également associé dans la Raffinerie nantaise avec Louis Levesque et Charles Pellerin et rachète la Raffinerie des Récollets en 1878.
Candidat du maréchal de Mac Mahon aux élections législatives de 1876, il est battu par Charles Laisant.
Il est juge au Tribunal de commerce de Nantes, vice-président de la Chambre de commerce de Nantes de 1868 à 1872 et de 1875 à 1879 et président de l'institution consulaire de Nantes.
Membre du comité central des Armateurs de France et de l'association La Loire navigable, il siège à la commission d'enquête parlementaire sur la marine marchande en 1870 et à la commission chargée d'étudier les moyens de venir en aide à la marine marchande de 1873 à 1874
Il est le père de Joseph Polo et le beau-père de Joseph Cheguillaume (1870-1948).
Il meurt millionnaire le 18 août 1898 à Nantes.

## Eugène Polo
Armateur, il est le cofondateur de la Compagnie maritime.

## Joseph Polo (1870-1914)
Fils de Henri, il devient armateur à Nantes comme son père et fonde la société anonyme Les Armateurs nantais, ainsi qu'une société anonymeen 1914 à laquelle les héritiers Dubigeon firent apport de leurs droits successoriaux. Il avait épouse Renée Dubigeon, fille d'Adolphe Dubigeon.
Mobilisé durant la Première Guerre mondiale, il meurt au combat le 1er novembre 1914.

## Henri Polo (1901-1969)
Né le 20 juin 1901 à Nantes de Joseph Polo (1870-1914) et de Renée Dubigeon, il devient agent de change puis, à compter de 1955, préside aux destinées de la société Saupiquet, dont il fait, après le rachat de Cassegrain en 1966, la première entreprise française de conserverie.
Il est fait chevalier de la Légion d'honneur.
Il épouse Suzanne Cossé, fille d'André Cossé. Ils seront les parents de Yannick.
Il meurt le 4 avril 1969 à Nantes.